# Jacques Zimako
Jacques Zimako, eigentlich Jacques Atre (* 28. Dezember 1951 in Drueulu auf Lifou/Neukaledonien; † 8. Dezember 2021 in Ajaccio) war ein französischer Fußballspieler.

## Karriere

### Verein
Der Linksaußen kam 1972 in den französischen Profispielbetrieb, als ihn der korsische Erstligist SEC Bastia verpflichtete. Dort bestritt Jacques Zimako in den folgenden fünf Jahren 138 Punktspiele; mit insgesamt 42 Ligatoren trug er maßgeblich dazu bei, dass Bastia lediglich 1973/74 die Saison nicht auf einem einstelligen Tabellenplatz beendete. Ein dritter Rang (1976/77) war die beste Platzierung. In den Spielzeiten 1974/75 und 1976/77 zählte er mit je 15 Treffern zu den erfolgreichsten Torschützen der Division 1. 1974/75 erreichte Zimako mit dem SEC zudem das Pokal-Halb-, in den Jahren davor und danach jeweils das Viertelfinale.
Zu seinen spielerischen Qualitäten zählten neben seiner Torgefährlichkeit seine Schnelligkeit und sein Trickreichtum. Dazu kam die Fähigkeit, Eckstöße direkt zu verwandeln, was ihm Ende 1979 sogar in einem Europapokalspiel (3:3 gegen Aris Saloniki) gelang.

1977 wechselte er zur AS Saint-Étienne, dem seinerzeitigen „Flaggschiff“ des französischen Vereinsfußballs. In den folgenden vier Jahren spielte er unter Trainer Robert Herbin an der Seite von Größen wie Michel Platini, Gérard Janvion, Johnny Rep, Christian Lopez, Jacques Santini, Dominique Rocheteau, Bernard Lacombe und Patrick Battiston. Bei den Verts – „die Grünen“ ist die verbreitetste Bezeichnung der AS Saint-Étienne in Frankreich – wurde Zimako zum Nationalspieler, und nach zwei dritten Plätzen in der höchsten französischen Liga gewann er dort 1981 auch seinen ersten und einzigen Meistertitel, zugleich der 10. und bis heute (2021) letzte für den Verein. Außerdem stand er im selben Jahr auch im Pokalendspiel; das allerdings verlor die ASSE mit 1:2 gegen Zimakos ehemaligen Klub aus Bastia, für den ein gewisser Roger Milla den entscheidenden Treffer erzielte.
1979/80 schaffte es Zimako nochmals unter die besten 15 Ligatorschützen. Er war auch an zwei „Sternstunden“ der Verts auf europäischer Ebene beteiligt: dem 6:0-Heimsieg über die PSV Eindhoven im UEFA-Pokal 1979/80 sowie dem 5:0-Erfolg gegen den Hamburger SV im gleichen Wettbewerb ein Jahr darauf; im Volksparkstadion gelang ihm der vierte Treffer seines Teams.
1981 orientierte er sich dennoch neu und unterschrieb einen Vertrag beim FC Sochaux, wo er mit Patrick Revelli auf einen ehemaligen Mitspieler aus Saint-Étienne traf. In seiner ersten Saison bei Sochaux brachte es Zimako noch einmal zu einem dritten Ligaplatz. 1983 kehrte er zum SEC Bastia zurück, der aber nicht mehr die Spielstärke der vorangegangenen Jahre aufwies. 1985 beendete der Stürmer seine Spielerkarriere.
Insgesamt bestritt Zimako 388 Spiele in der D1, in denen er 91 Treffer erzielte.

### Nationalmannschaft
Zwischen Juni 1977 und November 1981 wurde Jacques Zimako insgesamt 13 Mal in der französischen A-Nationalelf eingesetzt; in diesem Kreis gelangen ihm auch zwei Treffer. Er war der erste kanakische Fußballer überhaupt, der in die Équipe tricolore berufen wurde. Allerdings musste er häufig mit der Rolle des Einwechselspielers vorliebnehmen, wobei er sich dann auf dem Rasen meist schnell zurechtfand. Um dauerhaft zum Stammspieler zu werden, mangelte es dem „Joker de luxe“ an Konstanz.
Er trug auch zur erfolgreichen Qualifikation für die WM 1982 bei, wurde von Trainer Michel Hidalgo für die Endrunde in Spanien dann aber nicht aufgeboten.

## Leben nach der Zeit als Spieler
Mitte der 1980er Jahre kehrte Jacques Zimako nach Neukaledonien zurück, wo er sich ehrenamtlich an der Entwicklung des dortigen Fußballs und der Nationalmannschaft beteiligte. Aus seiner Sicht wurde das dortige Potential bisher zu wenig genutzt. Anfang des 21. Jahrhunderts kam er wieder nach Korsika, wo er in Muriani an der Costa Verde die Jugendarbeit des dortigen Fußballclubs koordinierte.

## Palmarès
- Französischer Meister: 1981
- Französischer Pokalsieger: Fehlanzeige, aber Finalist 1981
- 13 A-Länderspiele (davon 11 in seiner Zeit bei Saint-Étienne und 2 bei Sochaux), 2 Treffer für Frankreich
- 14 Europapokalspiele, 3 Tore (für Saint-Étienne)